# Mikołaj (Ivan)
Mikołaj, nazwisko świeckie Ivan, w j. rumuńskim Nicolae Ivan (ur. 17 maja 1855 we wsi Aciliu k. Sybinu, zm. 3 lutego 1936 w Klużu-Napoce) – rumuński biskup i teolog prawosławny.

## Życiorys
Pochodził z rodziny chłopskiej – był jednym z dziewięciorga dzieci Ioana i Marii Ivan. W 1884 ukończył w Sybinie studia teologiczne w prawosławnym seminarium Andreian. Po studiach przez sześć lat pracował jako nauczyciel religii w mieście Săliște. W 1890 został kapelanem więziennym w Sybinie. Oprócz pracy duszpasterskiej był aktywistą rumuńskiego ruchu narodowego, jako działacz stowarzyszeń narodowych i redaktor rumuńskojęzycznego pisma Telegraful Român. W latach 1906–1918 pełnił funkcję wiceprzewodniczącego komitetu centralnego Rumuńskiej Partii Narodowej w Transylwanii (rum. Partidul Național al Românilor din Transilvania)
Wyświęcony na biskupa w 1921 otrzymał godność metropolity Klużu (intronizacja 19 grudnia 1921), którą to sprawował do śmierci. Jako biskup-metropolita zasiadał w rumuńskim Senacie.
Był inicjatorem budowy soboru Zaśnięcia Matki Bożej w Klużu, a także przekształcenia seminarium w Klużu w Akademię Teologii Prawosławnej. Od 1934 członek honorowy Rumuńskiej Akademii Nauk.
Został pochowany w krypcie katedry metropolitalnej w Klużu.